# Dragutin Golik
Dragutin Golik (Zagreb, 19. travnja 1953. − Zagreb, 27. siječnja 2007.) bio je hrvatski državljanin, Zagrepčanin koji je podlegao ranama od propucavanja u pokušaju zaustavljanja pljačkaša banke u Zagrebu. Radio je kao bravar u tvrtki Končar. Početkom Domovinskog rata 1991. javlja se u pričuvni sastav policije. Bio je hrvatski branitelj u Domovinskom ratu. Borio se u Operaciji Bljesak i drugim bojištima diljem Hrvatske.

## Pokušaj zaustavljanja pljačke
Dana 7. listopada 2005. odvijala se pljačka u poslovnici Zagrebačke banke u Ulici Drvinje u Zagrebu. Dragutin Golik sjedio je u obližnjem kafiću s prijateljem Rikardom Ilijašem „Rikijem”, kad je vidio dva pljačkaša kako bježe s plijenom prema automobilu. Potrčao je za njima s prijateljem te nije odustao ni kada je jedan od njih zapucao u zrak. Golik je stigao pljačkaša i pokušavao ga spriječiti pri ulasku u vozilo. Jedan od razbojnika iz automobila je ispalio dva hitca i pogodio ga u lijevu preponu. Golik se presavinuo u trbuhu i pao na tlo. Odvezen je na na intenzivni odjel bolnice Sveti Duh gdje je zbog teške ozljede pao u komu. U komi je ostao do smrti 27. siječnja 2007.
Godine 2006. Ulica Drvinje inicijativom je građana promijenila ime u Ulica Dragutina Golika.

## Priznanja
- Spomenica Domovinskog rata[4]
- Posthumno dobio Red hrvatskog trolista zbog njegovih osobitih zasluga za Hrvatsku stečenih u iznimnim okolnostima u miru[5]